# Einschienenbahn Bangkok
Die Einschienenbahn Bangkok, auch Monorail Bangkok genannt, ist ein seit 3. Juni 2023 in Betrieb befindliches öffentliches Personennahverkehrssystem in Bangkok und ergänzt das U-Bahn-System. Die vollautomatische Hochbahn besteht aktuell aus zwei Linien, die mit ihren insgesamt 53 Stationen den nördlichen und östlichen Stadtraum und die angrenzende Provinz Samut Prakan auf 64,9 Kilometern für den liniengebundenen Stadt-Umland-Verkehr erschließen.

## Planung und Bau
Bereits in den 1990er Jahren hatten japanische Berater eine Einschienenbahn auf dieser Verbindung zwischen Lat Phrao und Bahnhof Samrong vorgeschlagen. Nachdem es zehn Jahre keine Bewegung in Richtung einer Umsetzung gab, kam 2005 eine teilweise im Tunnel, teilweise aufgeständerte Eisenbahnstrecke ins Gespräch. Doch in 2009 entschied sich die staatliche Verkehrsbehörde MRTA aus Kostengründen für den Bau einer durchgehend aufgeständerten Einschienenbahn. Im Dezember 2011 wurde die Ausschreibung für die Strecke in zwei Lose geteilt, aber die folgenden politischen Veränderungen haben den Baubeginn verzögert. Erst im Herbst 2017 starteten bauvorbereitende Arbeiten, der Start für die eigentlichen Bauarbeiten war dann im März 2018. Im November 2021 begannen Testfahrten. Trotzdem verzögerte sich die Inbetriebnahme weiter, auch die Anlieferung der Züge war stockend. Öffentliche Fahrten starteten erst am 3. Juni 2023 zwischen Hua Mak und Samrong, die offizielle Inbetriebnahme der Gesamtstrecke erfolgte am 3. Juli 2023.
Die zweite Strecke, die Pinke Linie, war seit Dezember 2017 im Bau, Anfang Dezember 2023 begannen die Testfahrten mit Passagieren, die Eröffnung erfolgte am 18. Dezember und bis zum 2. Januar 2024 konnte die Linie kostenlos genutzt werden.
Im Jahr 2016 erhielt die BTSC (Bangkok Mass Transit System Public Company Limited) einen Fond zur Errichtung einer Zweigstrecke der Pinken Linie von der Station Muang Thong Thani bis zur Station Lake Muang Thong Thani, um die dortige IMPACT Arena, das Messegelände und entstehende Wohnbebauung zu erschließen. Im August 2020 war die Umweltverträglichkeitsprüfung abgeschlossen und am 9. Februar 2021 beschloss das Kabinett die drei Kilometer lange und 3,37 Milliarden Baht, umgerechnet 94 Millionen Euro, kostende Strecke. Der Baubeginn im Juli 2021 verzögerte sich aufgrund der Covid-19-Pandemie, die Arbeiten konnten dann im Juni 2022 starten, obwohl die Baukosten zwischenzeitlich auf 4,2 Milliarden Baht gestiegen waren. Die Zweigstrecke ging am 20. Mai 2025 in den kostenlosen öffentlichen Testbetrieb und am 17. Juni begann der kommerzielle Betrieb.

## Strecken

### Streckenchronik
| Eröffnungsdatum     | Linie       | Streckenabschnitt                          | Streckenlänge | Neue Bahnhöfe |
| ------------------- | ----------- | ------------------------------------------ | ------------- | ------------- |
| 3. Juni 2023        | Gelbe Linie | Samrong – Hua Mak                          | 17,7 km       | 13            |
| 12. Juni 2023       | Gelbe Linie | Hua Mak – Phawana                          | 11,4 km       | 09            |
| 19. Juni 2023       | Gelbe Linie | Phawana – Bahnhof Lat Phrao                | 01,3 km       | 01            |
| 18. Dezember 2023   | Pinke Linie | Nonthaburi Civic Center – Min Buri         | 34,5 km       | 30            |
| 20. Mai 2025 Anm. 1 | Pinke Linie | Muang Thong Thani – Lake Muang Thong Thani | 03,0 km       | 02            |

### Gelbe Linie
Die Gelbe Linie verläuft durchgängig zweigleisig und durchgängig aufgeständert entlang von überlasteten Hauptverkehrsstraßen, vor allem der Lat Phrao-Straße und der Srinagarindra-Straße. Etwa nach zwei Dritteln der Strecke befinden sich das Hauptzugdepot und das Betriebswerk in Debaratana-Si Lam. Die Gelbe Linie verbindet derzeit vier und zukünftig sechs Linien der Bangkok Metro.
Die Strecke ist eigenständig und bleibt vorerst ohne Verbindung zu den anderen Einschienenbahnlinien in Bangkok.

### Pinke Linie
Die zweite und gleichzeitig längste Einschienenbahnlinie Bangkoks, die Pinke Linie, erschließt mit ihren insgesamt 30 Stationen den nördlichen Stadtraum und die angrenzende Provinz Nonthaburi mit 34,5 Kilometer Streckenlänge vom Bahnhof Nonthaburi Civic Center bis Min Buri. Die Strecke verläuft dabei durchgängig zweigleisig und als Hochbahn, am nördlichen Ende befinden sich das Hauptzugdepot sowie das Betriebswerk.

### Weitere Planungen

#### Pinke Linie
Eine zwei Kilometer lange Verlängerung der Zweigstrecke von der Station Lake Muang Thong Thani bis zu einer Station Tiwanon Road ist in Planung.

#### Braune Linie
Eine dritte, etwas kürzere Braune Linie mit 20 Stationen auf 22,1 Kilometern Streckenlänge befindet sich in der Planung. Sie soll am Endbahnhof Nonthaburi Civic Center der Pinken Linie beginnen und von dort weitestgehend gerade in südwestlicher Richtung nach Yaek Lam Sali führen.
Die Strecke wird ebenfalls durchgängig zweigleisig und aufgeständert verlaufen. Der Baubeginn war für 2020 geplant, die Eröffnung für 2025. Jetzt soll der Bau Anfang 2024 genehmigt werden, die Linie soll in Form eines PPP-Projektes errichtet und betrieben werden und die Ausschreibung soll Ende 2024 durchgeführt werden.

## Technik
Die Strecken der Einschienenbahn Bangkok sind Sattelbahnen der Bauart ALWEG. Auf einem 690 Millimeter breiten Fahrbalken sitzen die über Tragräder auf und Führungsräder seitlich des Balkens bewegten sowie mit seitlicher Stromzuführung versorgten Züge der Baureihe Alstom Innovia 300. Die einzelnen Züge bestehen aus vier Wagen, die Flotte aus 70 Zügen, 28 für die Gelbe Linie, 42 für die Pinke Linie, soll so eine Kapazität von 17.000 Passagieren pro Stunde und Richtung auf jeder der beiden Linien gewährleisten. Der Betrieb ist vollautomatisch, die Steuerung erfolgt mit dem von Bombardier Transportation entwickelten CBTC Cityflo 650 und erlaubt durch GoA4 eine Zugfolge von 75 Sekunden.

## Fahrzeuge
Die einzelnen Züge der Baureihe Alstom Innovia 300 bestehen aus vier Wagen, haben eine Gesamtlänge von 50,11 Metern bei einer Breite von 3,15 Metern und einer Höhe von 4,05 Metern. Das Leergewicht einer Garnitur beträgt rund 56 Tonnen, die Steigfähigkeit 10 Prozent und der minimale Kurvenradius 46 Meter. Die Züge sind Zweirichtungsfahrzeuge, das Beschleunigungs- und Bremsvermögen wird im Normalbetrieb auf 1,0 Meter pro Quadratsekunde begrenzt und sie erreichen eine Höchstgeschwindigkeit von 80 Stundenkilometern. Die Passagierkapazität beträgt bei 64 Sitzplätzen insgesamt 502 Personen bei einer Belegung von 6 Stehplätzen je Quadratmeter. Damit können pro Stunde und Richtung bei einer Taktfrequenz von 75 Sekunden 24.100 Passagiere befördert werden.

## Betrieb
Normalerweise fahren die ersten Züge um 5:30 Uhr von den Endstationen der Linien los, um 0:45 Uhr endet der tägliche Betrieb. Die normale Zugfrequenz beträgt 10 Minuten, in der Hauptverkehrszeit wird im 5-Minuten-Takt gefahren.

### Vorfälle
- Dezember 2023: Herabfallende Stromschiene

Bereits im Probebetrieb der Pinken Linie kam es am 24. Dezember 2023 gegen 5:00 Uhr zur ersten größeren Störung, als die Stromschiene zwischen den Stationen Krarai und Samakkhi abfiel. Entlang der Strecke hatten sich zahlreiche Muttern und Sicherungsklammern gelöst, und an einer Stelle wurde Ruß von einem Kurzschluss festgestellt. Es wird ein Unfall angenommen, der durch Fahrlässigkeit verursacht wurde. Ein Kran sollte eine etwa 10 Meter lange Spundwand am Eingang von Soi Tiwanon 34 hochziehen, wobei sich der Krankopf an der Stromschiene verfing, was einen Kurzschluss verursachte. Zu diesem Zeitpunkt näherte sich ein leerer Zug auf seiner täglichen Testfahrt, wodurch sich die Stromschiene wegen der Vibrationen löste. Da es sich um einen Weichenabschnitt mit extralangen Schienen von jeweils 12 Metern handelte, beschädigten die Stromschienen dabei den Stromabnehmer und die Führungsräder. Weil Neujahrsferien waren, konnte die Reparatur nicht sofort ausgeführt werden. Als Ausgleich für die Schäden wurde der kommerzielle Betrieb und die Fahrpreiserhebung vom ursprünglichen Datum, dem 3. Januar, auf den 7. Januar 2024 verschoben.

## Galerie

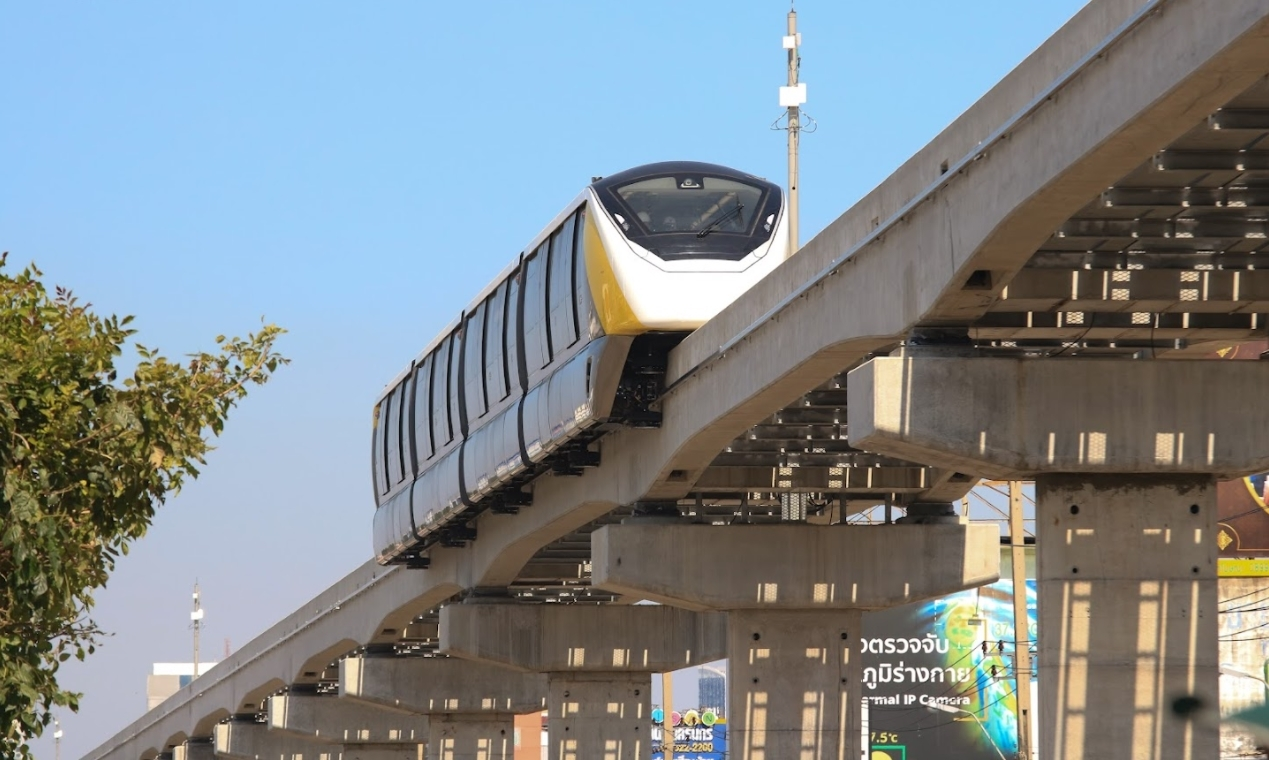
Innovia Monorail 300 mit vier Wagen auf Testfahrt im November 2021
- Ein Zug verlässt die Station Thipphawan in Richtung Samrong